# Wild Teen Punk from Perú 1965
Wild Teen-Punk From Peru 1965 (en español: El joven Punk salvaje de Perú 1965 o Punk adolescente salvaje desde Perú, 1965) es un disco no oficial de la banda peruana de rock Los Saicos, lanzado por el sello español Electro-Harmonix en 2000. Contiene los 6 sencillos de la banda, grabados entre 1964 y 1966, año en el que la banda se alejó de los escenarios.

## Lista de canciones
Todas las canciones escritas y compuestas por Rolando Carpio y Erwin Flores. 
| N.º   | Título                     | Escritor(es) | Duración |  |
| 1.    | «Come On»                  |              | 02:43    |  |
| 2.    | «Ana»                      |              | 01:58    |  |
| 3.    | «Demolición»               |              | 02:57    |  |
| 4.    | «Lonely Star»              |              | 02:44    |  |
| 5.    | «Camisa de fuerza»         |              | 02:49    |  |
| 6.    | «Cementerio»               |              | 02:17    |  |
| 7.    | «Besando a otra»           |              | 02:38    |  |
| 8.    | «Intensamente»             |              | 02:19    |  |
| 9.    | «Te amo»                   |              | 02:21    |  |
| 10.   | «(Fugitivo de) Alcatraz»   |              | 02:50    |  |
| 11.   | «Salvaje»                  |              | 02:40    |  |
| 12.   | «El entierro de los gatos» |              | 03:20    |  |
| 31:40 |                            |              |          |  |